# ISOCARP
 (février 2025).
Si vous disposez d'ouvrages ou d'articles de référence ou si vous connaissez des sites web de qualité traitant du thème abordé ici, merci de compléter l'article en donnant les références utiles à sa vérifiabilité et en les liant à la section « Notes et références ».
ISOCARP (International Society of City and Regional Planners) est une association internationale non gouvernementale des planificateurs professionnels. Fondée en 1965, il compte actuellement des membres individuels et institutionnels de plus de 80 pays. ISOCARP est formellement reconnu par l'ONU et par le Conseil de l'Europe et dispose d'un statut consultatif officiel auprès de l'UNESCO.
En 2010, l'ISOCARP a organisé son 46e congrès à Nairobi avec le thème « Ville durable, le monde en développement ». La conférence a attiré plus de 1 000 participants provenant de plus de 80 pays.